# Hinatasō
Hinatasō (ひなた荘?) es un lugar ficticio de la serie de anime y manga Love Hina donde se desarrolla la mayoría de la historia de Love Hina. 

## Construcción
Hinatasō es un antiguo templo emplazado sobre una colina en las afueras de la ciudad de Tokio. Posee una amplia construcción de corredores y cuartos para dormir, los cuales rodean a una poza con aguas termales, los cuales son baños públicos al aire libre. Por detrás de la residencia se encuentra un antiguo templo que se presume está embrujado. En Love Hina Again, este templo cobra más relevancia debido a que sella un pacto entre Kanako y Keitaro.
En las cercanías de Hinatasō se encuentra la casa de té (o el chiringuito) de Haruka, y un lugar de excavaciones encontrado por Seta, además de encontrarse el pueblo de Hina, que dista a una hora del centro de Tokio. Para llegar allí hay que tomar el tren que se dirige a Fujisawa.

## Relevancia en la historia
Dentro de la historia, la residencia ha estado presente en varios aspectos:
- Keitaro realiza su promesa en un lugar cercano a Hinatasō
- Naru visita Hinatasō cuando niña, haciéndola una posible candidata para ser "la chica de la promesa"
- Mutsumi visita Hinatasō como un pariente lejano, haciéndola una posible candidata para ser "la chica de la promesa"
- Shinobu estuvo cuando niña en Hinatasō, pero debido a un accidente que tuvo, nunca pudo regresar allí, hasta que toma la decisión de quedarse ante la separación de los padres (sólo anime)
- Cerca de Hintasou, sobre la caja de arena, Keitaro declara a Naru sus sentimientos, luego de abandonar a Mutsumi.

## Sitios
Los lugares más frecuente que son mostrados en la serie de anime son:
- Los pasillos
- La sala de estar y el comedor
- Las escalinatas y la entrada principal
- Las fuentes termales
- La pieza de Naru
- La pieza de Keitaro
- El tejado y los colgadores de ropa

## Habitaciones
- Cuarto 301, Kaolla Sū: abunda la naturaleza, ya que posee un bosque dentro de él. Además posee en su interior televisión y varias consolas de videojuegos, además de sus aparatos que inventa periódicamente.
- Cuarto 205, Mitsune Konno: posee grandes reservas de sake, junto a una cama en su ventana. Aquí pasa Mitsune las tardes de ocio, apostando a las carreras de caballos o durmiendo todo el día.
- Cuarto 302, Motoko Aoyama: tiene sus armaduras y objetos de las artes con espada guardados en un solo sitio. Posee una armadura de samurái y un área para concentrarse en sus entrenamientos
- Cuarto 304, Naru Narusegawa: este cuarto posee dos ambientes, donde Naru posee su área de estudio y una amplia repisa para guardar sus libros de estudios. Debido a que antes vivía bajo ella la abuela Hina, tiene un hoyo que da directamente a la pieza del administrador.
- Cuarto 201, Shinobu Maehara, en su cuarto posee muchos peluches y un escritorio donde pasa dibujando o escribiendo.